# Stephanie Beatriz
Stephanie Beatriz Bischoff Alvizuri (* 10. února 1981 Neuquén, Argentina) je americká herečka, známá pro roli Rosy Diazové v americkém seriálu Brooklyn 99.

## Život
Narodila v argentinském městě Nuequén. Její rodiče pochází z Kolumbie a Bolivie. Když jí byly dva roky, její rodina se přestěhovala do Spojených států amerických. V roce 2002 se začala věnovat herectví, avšak její první role přišla v roce 2009, když si zahrála menší roli v úspěšném seriálu Closer. V seriálu Taková moderní rodinka si po boku Sofíe Vergarové zahrála její sestru. V roce 2013 dostala nabídku na hlavní roli v seriálu Brooklyn 99. V roce 2016 se přiznala, že je bisexuální orientace .